# Campeonato Europeo de Rugby League División B 2010
El Campeonato Europeo de Rugby League División B de 2010 fue la quinta edición del torneo de segunda división europeo de Rugby League.

## Equipos

### Grupo Oriente
- Letonia
- Rusia
- Ucrania

### Grupo Occidente
- Alemania
- República Checa
- Serbia

## Grupo Oriente
| Equipo  | Encuentros | Encuentros | Encuentros | Encuentros | Tantos  | Tantos    | Tantos     | Puntos |
| Equipo  | jugados    | ganados    | empatados  | perdidos   | a favor | en contra | diferencia | Puntos |
| ------- | ---------- | ---------- | ---------- | ---------- | ------- | --------- | ---------- | ------ |
| Rusia   | 2          | 2          | 0          | 0          | 106     | 18        | 88         | 4      |
| Ucrania | 2          | 1          | 0          | 1          | 126     | 52        | 74         | 2      |
| Letonia | 2          | 0          | 0          | 2          | 4       | 166       | -162       | 0      |

#### Resultados
| 27 de junio | Rusia | 62 - 14 | Ucrania |  |  |

| 31 de julio | Letonia | 4 - 54 | Rusia |  |  |

| 18 de septiembre | Ucrania | 112 - 0 | Letonia |  |  |

| Bandera de Rusia |
| Campeón Rusia    |
| Segundo título   |

## Grupo Occidente
| Equipo          | Encuentros | Encuentros | Encuentros | Encuentros | Tantos  | Tantos    | Tantos     | Puntos |
| Equipo          | jugados    | ganados    | empatados  | perdidos   | a favor | en contra | diferencia | Puntos |
| --------------- | ---------- | ---------- | ---------- | ---------- | ------- | --------- | ---------- | ------ |
| Serbia          | 2          | 2          | 0          | 0          | 96      | 18        | 78         | 4      |
| Alemania        | 2          | 1          | 0          | 1          | 110     | 40        | 70         | 2      |
| República Checa | 2          | 0          | 0          | 2          | 4       | 152       | -148       | 0      |

#### Resultados
| 26 de junio | República Checa | 4 - 56 | Serbia |  |  |

| 3 de julio | Serbia | 40 - 14 | Alemania |  |  |

| 17 de julio | Alemania | 96 - 0 | República Checa |  |  |

| Bandera de Serbia |
| Campeón Serbia    |
| Segundo título    |